# Kościół Wniebowstąpienia Pańskiego w Dzierkowszczyźnie
Kościół Wniebowstąpienia Pańskiego w Dzierkowszczyźnie – kościół parafialny w Dzierkowszczyźnie na Białorusi.

## Historia
Kościół wybudowano w latach 1817-1822. Budowę ukończono 7 maja 1822 roku. Fundatorem był Leon Domeyko. Był to kościół filialny parafii w Duniłowiczach. Podczas II wojny światowej spłonęły wieże i uszkodzony został dach świątyni. W 1963 roku kościół został zajęty przez państwo i przekazany kołchozowi na spichlerz. Władze wyłamały zamki, część inwentarza kościelnego została wywieziona do Głębokiego, pozostałe przedmioty zostały zniszczone i spalone na podwórzu świątyni. Zarządzany przez kołchoz budynek popadł w zaniedbanie. Po zawaleniu się dachu, zostały z niego jedynie mury i kolumny. Rozszabrowany został też grób fundatora Leona Domeyki. 
Wiosną 1989 roku ksiądz Uładzisłau Zawalniuk przed ruinami celebrował mszę świętą w intencji zwrócenia kościoła. Tego samego roku kościół zwrócono wiernym, a następnie mimo problemów ze zdobyciem materiałów budowlanych i braku środków odbudowano w ciągu dziesięciu miesięcy. Stało się to dzięki ofiarności i entuzjazmowi mieszkańców, z których wielu pracowało na budowie za darmo, a niektórzy przekazali na jej cel oszczędności swojego życia. Do kościoła wróciły ocalone przez wiernych figury świętych. 15 maja 1990 roku świątynia została ponownie konsekrowana przez ks. biskupa Tadeusza Kondrusiewicza.
W 2015 roku parafia obchodziła 25-lecie odnowienia kościoła. Mszy Świętej przewodniczył ks. biskup Oleg Butkiewicz.

## Architektura
Kamienny budynek jest zabytkiem architektury eklektycznej o rysach klasycyzmu, m.in. kasetony nad nawą oraz wzornictwo polichromii (m.in. filary). Świątynię otacza kamienny mur z piętrową dzwonnicą. Główną fasadę budynku ozdabia czterokolumnowy portyk.
Na wschodniej fasadzie kościoła znajduje się tablica nagrobna fundatora Leona Domejki. Ściany budynku ozdobiono tzw. techniką rodzynkową. Polega ona na tym, że w zaprawę otaczającą duże kamienie tworzące zrąb ścian, wklejone są niczym rodzynki małe kamyczki.

Galeria
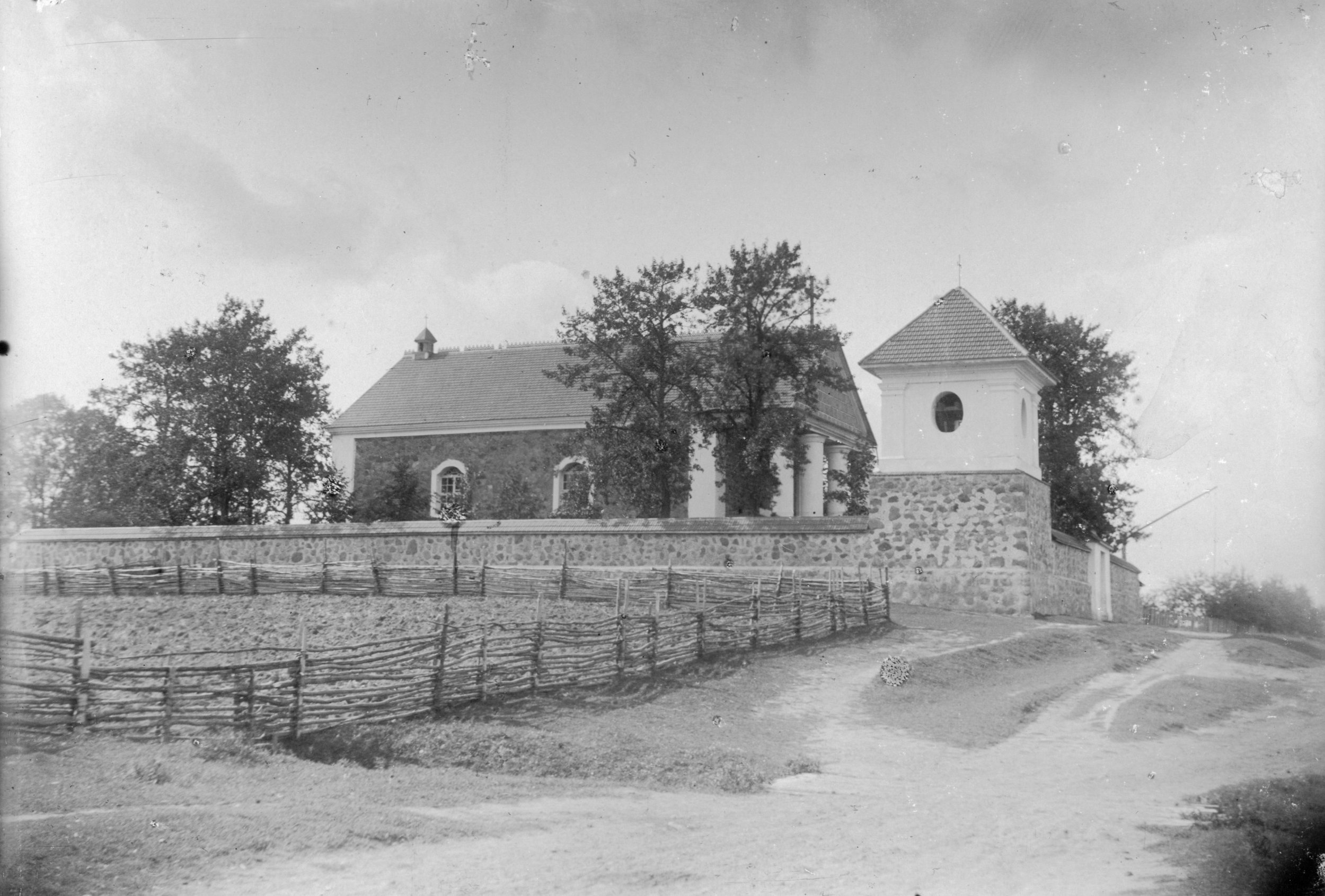
Kościół na pocz. XX w.
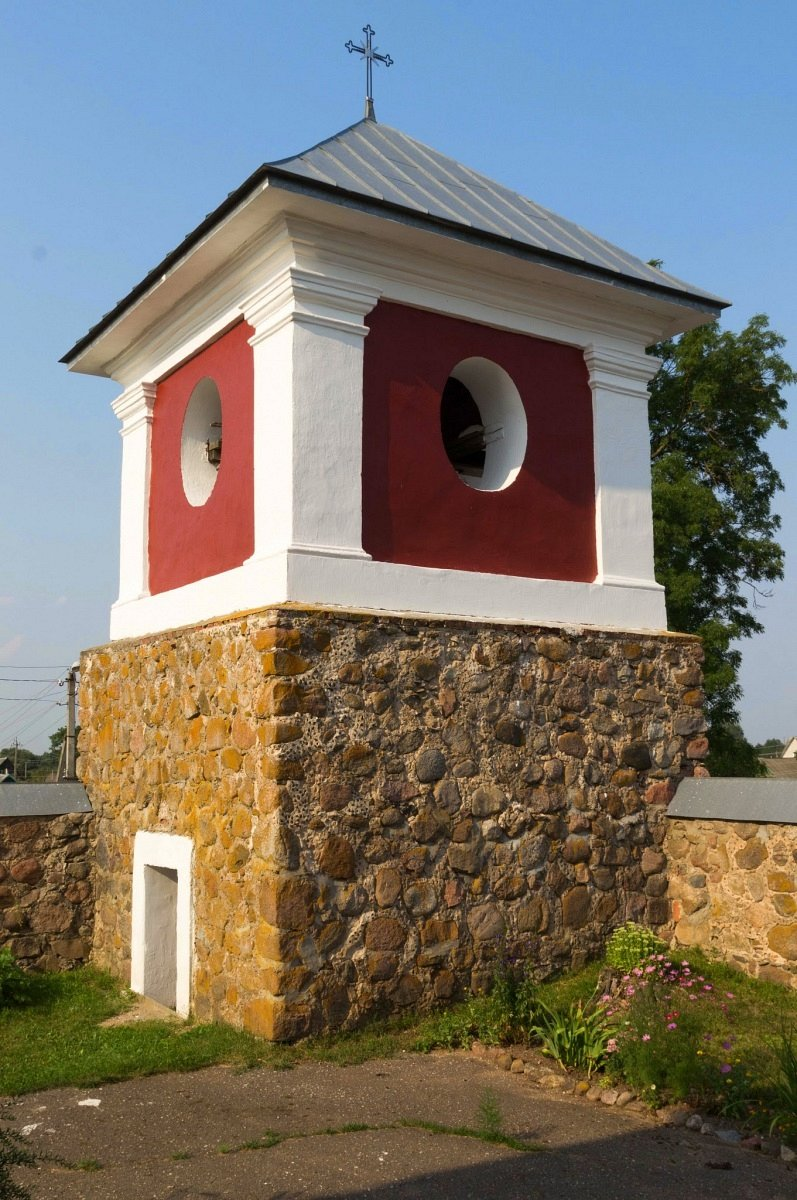
Dzwonnica
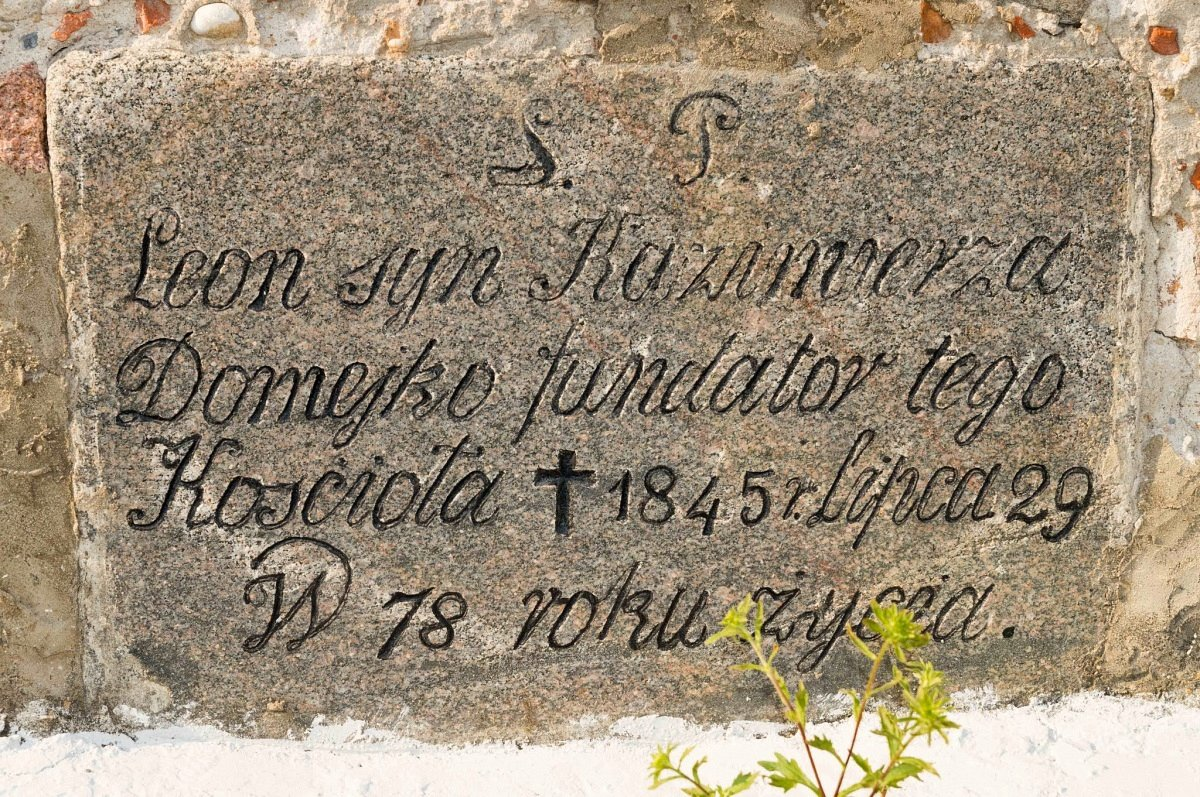
Tablica nagrobna fundatora Leona Domejki
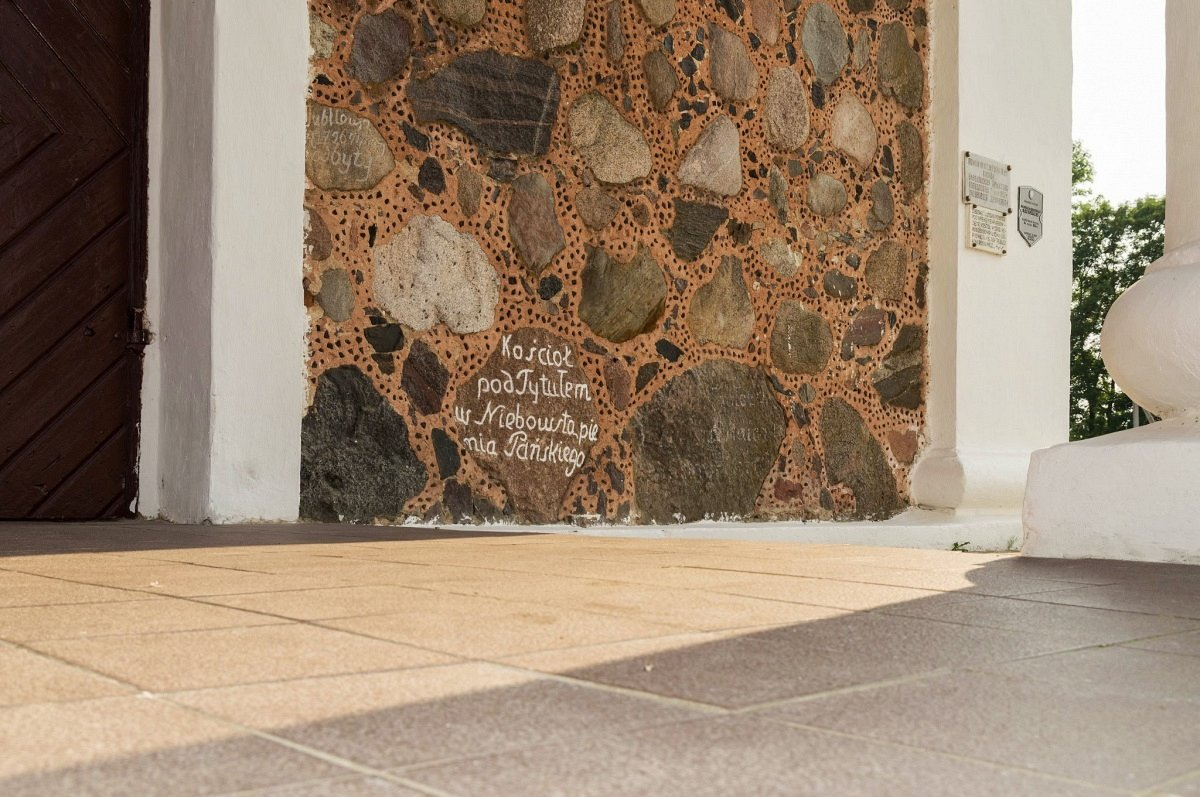
Fragment fasady ozdobionej techniką rodzynkową